# Aeropuerto Municipal de Sierra Vista
El Aeropuerto Municipal de Sierra Vista (en inglés: Sierra Vista Municipal Airport) (IATA: FHU, ICAO: KFHU, FAA LID: FHU) es una instalación mixta de uso  civil y militar que comparte instalaciones con Libby Army Airfield, que se encuentra en el Fuerte Huachuca, instalación del Ejército de Estados Unidos cerca de la ciudad de Sierra Vista en el condado de Cochise, Arizona, al sur de Estados Unidos. 
El aeropuerto cuenta con tres pistas de aterrizaje y un helipuerto. Se utiliza sobre todo para la aviación militar de la base estadounidense de los alrededores.
Según registros de la Administración Federal de Aviación , el aeropuerto tenía 1.304 embarques de pasajeros  en el año para el período de 2005 y 2.041 embarques en 2006. De acuerdo con el Plan Nacional de la FAA de los Sistemas Integrados de aeropuertos para el período 2007-2011, Sierra Vista es un aeropuerto de aviación general  la categoría de servicio comercial requiere por lo menos 2500 abordajes de pasajeros al año).  El Servicio Programado comercial por Great Lakes Airlines al Aeropuerto Internacional Phoenix Sky Harbor terminó el 28 de febrero de 2007. 